# Ladislav Veselský
Ladislav Veselsky, riportato anche come František Veselský secondo altre fonti (Vlašim, 9 ottobre 1902 – 1960), è stato un calciatore cecoslovacco, di ruolo attaccante.

## Carriera

### Nazionale
Il 28 settembre 1924 debutta contro la Jugoslavia (0-2).